# Carex patuensis
Carex patuensis är en halvgräsart som beskrevs av Ernest Lepage. Carex patuensis ingår i släktet starrar, och familjen halvgräs. Inga underarter finns listade i Catalogue of Life.